# Karabin maszynowy Lewis
Lewis – brytyjski lekki karabin maszynowy zaprojektowany w 1911 r. przez Amerykanina Isaaca Newtona Lewisa. Podstawowy lekki karabin maszynowy armii brytyjskiej w czasie I wojny światowej (wykorzystywany również przez inne armie sojusznicze Ententy).

## Historia

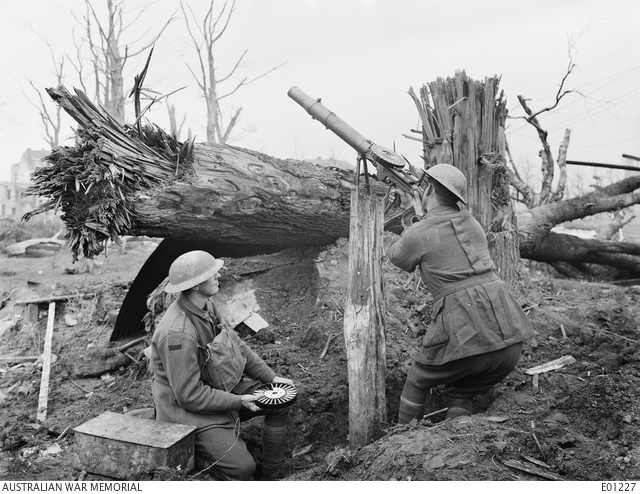
Australijscy żołnierze z Lewisem w czasie I wojny światowej

Karabin został zaprojektowany przez pułkownika armii amerykańskiej Isaaca Newtona Lewisa w 1911 r. jednak nie wzbudził zainteresowania wśród amerykańskich decydentów. Sfrustrowany tym faktem Lewis opuścił służbę czynną i wyjechał do Belgii, gdzie rozpoczął jego komercyjną produkcję w założonej przez siebie firmie Armes Automatique Lewis. Armia Belgijska zakupiła jedynie 20 sztuk tej broni w 1913 r., mimo to konstrukcja Lewisa wzbudziła zainteresowanie brytyjskich zakładów Birmingham Small Arms Company, które w 1914 r. wykupiły licencję na jego produkcję, którą w całości przeniesiono do Wielkiej Brytanii. W 1915 r. Lewis wszedł na wyposażenie armii brytyjskiej i rozpoczęto jego masową produkcję.
W czasie I wojny światowej Lewis wykorzystywany był nie tylko przez piechotę, ale także przez pierwsze czołgi i brytyjskie samoloty z tego okresu.
Amerykanie rozpoczęli użytkowanie tego karabinu w 1917 r., ale szybko został on zastąpiony ręcznym karabinem maszynowym M1918 (BAR).
W momencie wybuchu II wojny światowej Lewis był już konstrukcją przestarzałą, a armia brytyjska zdążyła przezbroić się w rkm-y Bren. Mimo to Lewis nie został wycofany z użytkowania, znajdując się na wyposażeniu jednostek Home Guard, a także stanowiąc broń pokładową niektórych pojazdów i samolotów. Po II wojnie światowej Lewisy zostały wycofane z użytkowania.

## Opis konstrukcji

Działanie automatyki broni

Lufa karabinu była otoczona aluminiową osłoną zaprojektowaną w taki sposób aby w momencie wystrzału uchodzące gazy prochowe wciągały zimne powietrze do wnętrza osłony, chłodząc tym samym lufę i mechanizmy wewnętrzne. Zasilany z talerzowego magazynka obracanego przez mechanizm broni (bez własnej sprężyny i podajnika).
Teoretyczna szybkostrzelność wynosiła do 550 strzałów na minutę, karabin używał standardowej wtedy amunicji brytyjskiej 0,303 cala (7,7 × 56 mm R). Ważył 12 kg.
W Japonii produkowano i używano jako uzbrojenie samolotów licencyjną wersję jako lotniczy karabin maszynowy Typ 92. 